# Ибраимов, Ошакбай
Ошакбай Ибраимов (6 августа 1937, аул Кенес, Меркенский район, Джамбулская область, Казахская ССР — 1 февраля 2001, аул Кенес, Меркенский район, Жамбылская область, Казахстан) — старший чабан колхоза «Казахстан» Меркенского района Джамбулской области, Казахская ССР. Герой Социалистического Труда (1966).

## Биография
Родился в 1937 году в крестьянской семье в селе Кенес Меркенского района. После окончания местной школы с 1949 года трудился чабаном в колхозе «Казахстан» Меркенского района. В 1957 году назначен старшим чабаном по выпасу тонкорунных овец.
В 1964 году вырастил в среднем по 123 ягнёнка от каждой сотни овцематок и настриг с каждой овцы в среднем по 4,1 килограмма шерсти, в 1965 году получил в среднем от каждой сотни овцематок по 132 ягнёнка и настриг с каждой овцы в среднем по 4,2 килограмма шерсти. В 1963—1965 годах вырастил более 2,2 тысячи ягнят и сдал 76 центнеров шерсти. Указом Президиума Верховного Совета СССР от 22 марта 1966 года удостоен звания Героя Социалистического Труда за «достигнутые успехи в развитии животноводства, увеличении производства и заготовок мяса, молока, яиц, шерсти и другой продукции» с вручением ордена Ленина и золотой медали «Серп и Молот» (№ 11287).
После выхода на пенсию проживал в родном селе Кенес Меркенского района. Умер в феврале 2001 года.